# Лазар Карно
Ла́зар Карно́ (фр. Lazare Nicolas Marguerite Carnot; *12 травня 1753, Ноле — †2 серпня 1823, Магдебург) — французький державний і військовий діяч, інженер і науковець.

## Ранні роки і початок діяльності
Народився у багатодітній (18 дітей) сім'ї адвоката єврейського походження. Початкову освіту він отримав у Отенській колегії, де навчався протягом трьох років, яку закінчив у 15-річному віці, потім він вступив до семінарії і до 1771 року завершив курс філософії. У цьому ж році вступив у Мезьєрську школу військових інженерів, де вчився у Г. Монжа. У 1773 році закінчив військову школу і поступив на службу в інженерні війська в чині інженера-поруччика у морській фортеці Кале. У цьому ж році Карно подав в Академію наук мемуар про використання аеростатів у військовій справі, подальша доля якого невідома і отримав від Діжонської академії премію за твір «Похвальне слово Вобану» (перша опублікована праця Карно). У 1784 році видав анонімно працю «Дослідження машин взагалі» (фр. Essai sur les machines en general), друге видання якої вийшло 1786 році уже з іменем автора. Праця заслужила хорошої оцінки Араго. У години дозвілля Карно писав також вірші. Карно отримав черговий чин — капітана і був переведений в гарнізон міста Сент-Омера. У 1788 році Карно привернув до себе увагу мемуаром «Користь від прикордонних фортець» (фр. Sur l’utilité des places fortes а la frontière), a у наступному році викликав сильне незадоволення свого керівництва тим, що у питаннях котрі стосувались укріплень висловився проти усталених на той час поглядів. Його було арештовано, але невдовзі звільнено за наказом міністра Луї П'єра де Пюїсегюра (фр. Louis Pierre de Chastenet de Puységur; 1727—1807). З 1789 до 1791 подав Установчим зборам декілька мемуарів з поточних питань, між іншим —  про способи поліпшити фінанси держави. У вересні 1791 року обраний від департаменту Па-де-Кале депутатом у Законодавчі збори Франції, де був членом комітетів дипломатичної та народної освіти, але уже невдовзі присвятив себе військовій кар'єрі.

## Революція. «Організатор Перемоги»
У вересні 1792 року Карно було обрано членом Конвенту, що замінив Національні збори і проголосив Францію республікою. Карно призначено одним з шести комісарів для організації військової оборони на кордоні у Східних Піренеях. Після успішного виконання цього доручення Карно у січні 1793 року призначено членом Комітету Громадського Порятунку. Тоді ж відбувся суд над королем Людовиком XVI; 387 депутатів Конвенту (з 721), у тому числі і Карно, голосували за страту Людовика XVI.  Конвент доручив Карно йому підготувати доповідь про бажані приєднання нових територій до республіки. Протягом наступних місяців Карно подав у Конвент низку доповідей про приєднання князівства Монако, суміжних з Лотарингією комун, Брюсселя та інших частин Бельгії. Коли Конвент, на реалізацію проектів Карно, видав у березні 1793 року декрет про відправлення у департаменти 82 комісарів з членів конвенту з метою «ознайомити співгромадян з новими небезпеками, що загрожують вітчизні і зібрати сили, достатні для розпорошення ворогів», Карно виявився одним з таких комісарів і декілька місяців перебував при Північній армії. Відкликаний Конвентом у Париж, Карно був уведений (14 серпня 1793) членом у другий склад Комітету Громадського Порятунку, причому йому було довірено завідування персоналом і рухом військ. У складі Комітету Карно перебував до 5 березня 1795 року і проявив величезну активність, створивши чотирнадцять армій, організовуючи оборону по усьому кордону і керуючи військовими діями. Вивчення архівів  Комітету громадського порятунку показало, що всі декрети і вся кореспонденція стосовно військових операцій були справою Карно. Величезний обсяг роботи, виконаний ним, був оцінений сучасниками, котрі дали йому почесне прізвисько «організатора перемоги» , і врятували Карно, коли по настанні реакції проти терору (в якому Карно фактичного ніякої участі не брав) вороги Карно вимагали його переслідування.
З 5 по 19 травня 1794 року Карно обіймав пост Голови Конвенту.

## Член Директорії. Втеча
Обраний у 1795 році членом Директорії, Карно разом з Бонапартом розробив план походу в Італію. З квітня до липня 1796 року і з травня до серпня 1797 року Карно був президентом Директорії. Незгоди, що виникли між членами Директорії спричинили з боку Барраса, Ревбеля (Jean-François Reubell) та Ларевельєра-Лепо (Louis-Marie de La Révellière-Lépeaux) рішення про затримання Карно і п'ятого члена Директорії Бартелемі та вигнання через звинувачення у роялізмі (переворот 18 фрюктидора, 4 вересня 1797). Вчасно попереджений, Карно втік у Швейцарію, звідки перебрався на південь Німеччини. Тут він написав і опублікував «Відповідь французького громадянина Лазара Карно, одного з творців республіки та члена Директорії, на доповідь, зроблену Ж. П. Байолем Раді п'ятисот, з приводу змови 18 Фрюктідора» (фр. Réponse au rapport fait sur la conjuration du 18 fructidor au conseil des CinqCents par J.-Ch. Bailleul).

## Повернення до Франції і конфлікт з Наполеоном
18 брюмера (14 листопада 1799 року) разігнавши Директорію і ставши першим консулом, Бонапарт дозволив Карно повернутися до Франції і призначив його генерал-інспектором армії, а в квітні 1800 — військовим міністром. Не поділяючи багатьох поглядів і планів Бонапарта, Карно у жовтні 1800 року вийшов у відставку. Обраний у березні 1802 року членом Трибунату, Карно подав голос проти заснування почесного легіону, проти довічного консульства і проти встановлення імперії.
З цього часу аж до 1814 р. центр ваги в діяльності Л. Карно переноситься з політики і військової справи в науку і сімейні справи, головним з яких було виховання дітей — старшого сина Саді і молодшого — Іполита, який народився у 1801.

## Підтримка Наполеона в критичний момент. Вигнання

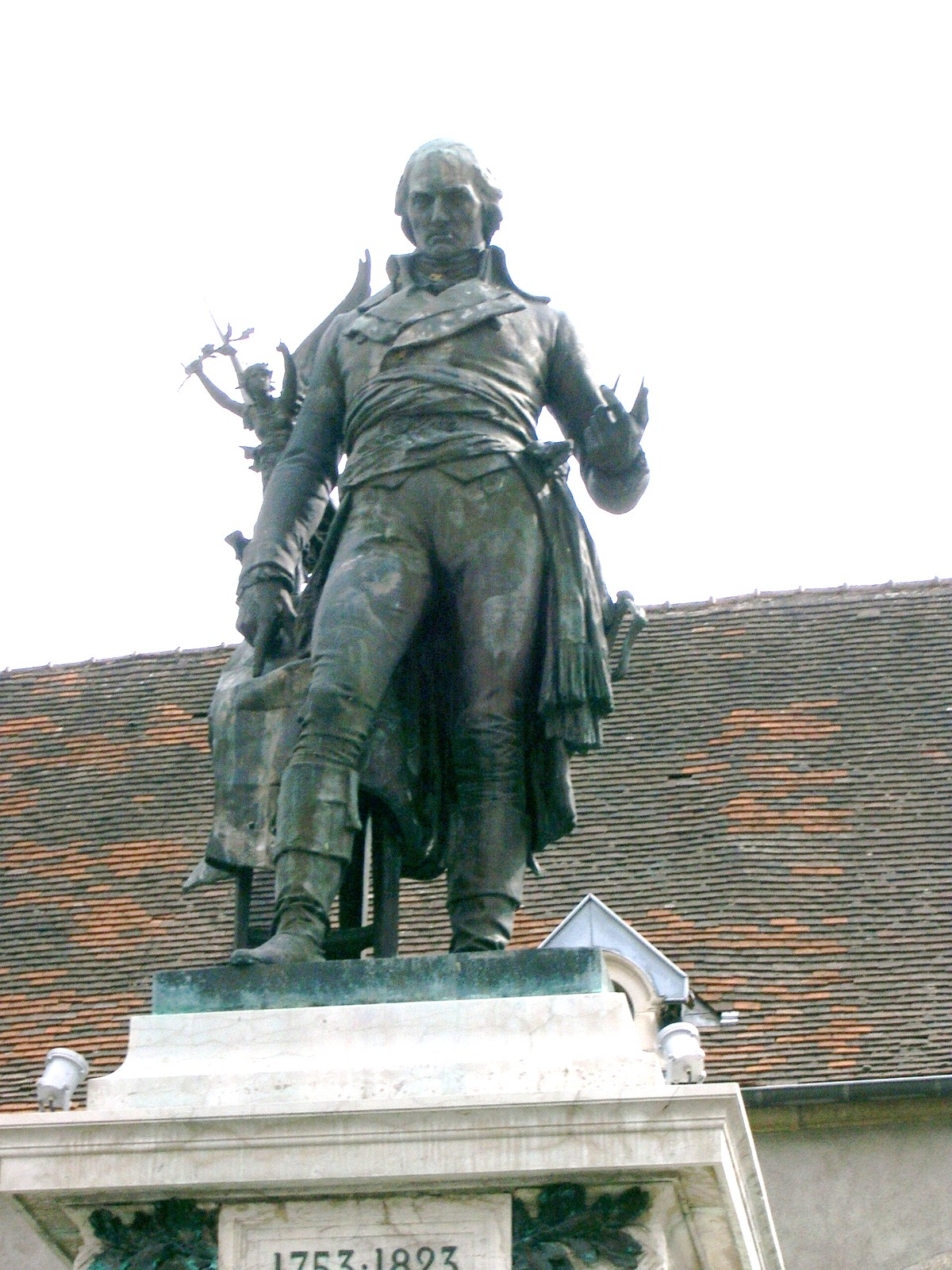
Пам'ятник Карно в Ноле

Коли на початку 1814 року Франції загрожувало вторгнення союзних військ, Карно запропонував свої послуги Наполеону і був призначений губернатором Антверпена з підпорядкуванням йому всіх військ і воєначальників цього регіону та присвоєнням військового звання дивізійного генерала. Оборона Антверпена тривала успішно до 3 травня 1814 і гарнізон покинув фортецю непереможеним вже за наказом нової французької влади після зречення Наполеона.
Монархічна реакція проти революції спонукала Карно видати брошуру («Mémoire adressé а S. M. Louis XVIII, roi de France»), у якій він із сміливістю відстоював завоювання революції і вказував на помилки королівської влади та роялістів. Коли Наполеон повернувся з острова Ельби (20 березня 1815), Карно було призначено міністром внутрішніх справ і надано графський статус. В епоху Ста днів Карно організував Товариство базової освіти (фр. Societé pour l’instruction élémentaire), котре зробило великий вплив на розвиток освіти та існує досі. Після битви при Ватерлоо і повторного зречення Наполеона Карно було обрано членом тимчасового уряду де він вживав усіх заходів для недопущення окупації Парижа союзними військами. 24 липня 1815 року уряд Людовика XVIII видав декрет про вигнання Карно. Він поселився в Магдебурзі, де і провів останні роки життя. У цей період він видав: «Opuscules poétiques» (1820); «Don Quichotte, poème héroï-comique en six chants» (1820); «Télémaque dans l’ile de Calypso» (1822); «Mémoire sur la fortification primitive» (1823).
Л. Карно помер 2 серпня 1823 р., і його було поховано 5 серпня в Магдебурзі.
У 1834 році в Антверпені споруджено пам'ятник Карно на згадку про захист міста у 1814 році, а в 1881 році встановлено пам'ятник Карно на його батьківщині, в Ноле. У 1889 році останки Карно перевезені з Магдебурга в Париж і поховані в Пантеоні.

## Наукова діяльність

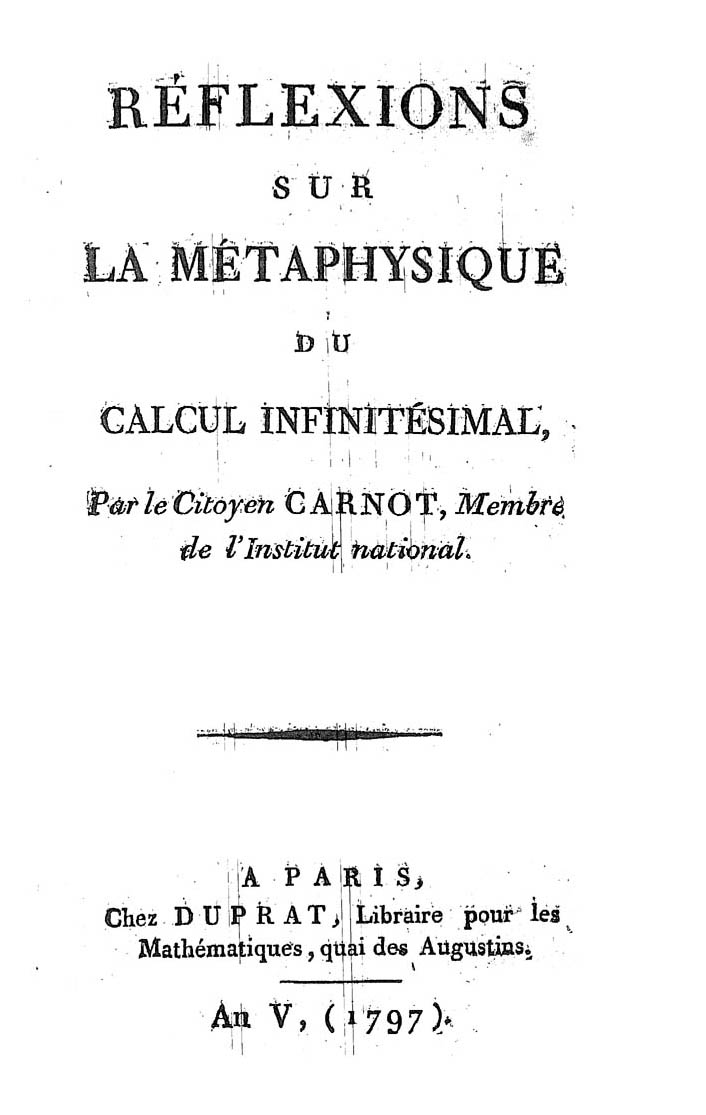
Réflexions sur la métaphysique du calcul infinitésimal, 1797

Першою науковою працею Карно була книга «Дослідження машин взагалі» («Essai sur les machines en général», 1783). Сама назва книги вказує на загальний підхід до задачі, що піднімало механіку на якісно новий рівень, вперше досліджувалися не окремі певні машини, а машина взагалі. Тим самим Карно увів
поняття гранично ідеалізованої механічної машини і поставив питання про її узагальнене вивчення, звільнене від необхідності врахування другорядних чинників. Ця праця Карно — по суті перше в історії механіки дослідження з динаміки машин.
Як учений, Карно в основному займався математичним аналізом і геометрією. Ще будучи членом Директорії, він видав (1797) свої «Роздуми про метафізику числення нескінченно малих» (фр. Réfléxions sur la methaphysique du calcul infinitésimal), що пізніше були перекладені англійською і німецькою.  У 1795 році замість скасованої Академії наук Конвент створив Національний інститут наук і мистецтв. Починаючи з 1801 року, Карно написав декілька цінних монографій і мемуарів, представлених інституту, у заснуванні якого він брав активну участь. Найважливіші з них (також перекладені іншими мовами): «Про співвідношення геометричних фігур» («De la correlation des figures en géometrie») (1801); «Геометрія положення» («Géométrie de position») (1803); «Стабільність плаваючих тіл» («De la stabilité des corps flottants») (1814) та інші. У 1810 році Карно видав написаний ним за дорученням Наполеона «Трактат про захист фортець» («De la défense des places fortes»), котрий було перекладено майже всіма європейськими мовами. Поглиблено займався питанням використання комплексного числення. Став попередником Жана-Віктора Понселе у питаннях проективної геометрії.
Також Лазар Карно є автором авторитетного трактату з теорії машин (механічних пристроїв) «Фундаментальні принципи рівноваги і руху» («Principes fondamentaux de l'équilibre et du mouvement») (1803). У ньому Карно увів в науку основоположне поняття «ідеальної машини»:
«Ідеальна машина нічого не повинна втрачати з сили, яка призводить машину в дію». У дусі свого часу він вважав, що для досягнення найвищого коефіцієнта корисної дії (ККД) системі слід уникати ударів, тертя і різких, стрибкоподібних змін швидкості, вважаючи їх втратою «живої сили». Дослідження з побудови машини з найбільшим ККД продовжив його син, Саді Карно, що запропонував цикл з найбільшою теоретично досяжною ефективністю названий його іменем.

## Династія Карно
Сини Карно:
- Саді Карно (1796 — 1832) — фізик, основоположник термодинаміки.
- Іполит Лазар Карно (1801 — 1888) — політик.
  - Саді Карно (1837 — 1894) — син Іпполіта Лазаря, інженер і політик, президент Франції (1887—1894), убитий анархістом.